# Koti (Burkina Faso)
Koti ist sowohl eine Gemeinde (französisch commune rurale) als auch ein dasselbe Gebiet umfassendes Departement im westafrikanischen Staat Burkina Faso, in der Region Hauts-Bassins und der Provinz Tuy. Die Gemeinde hat 24.563 Einwohner.